# Canal Alto

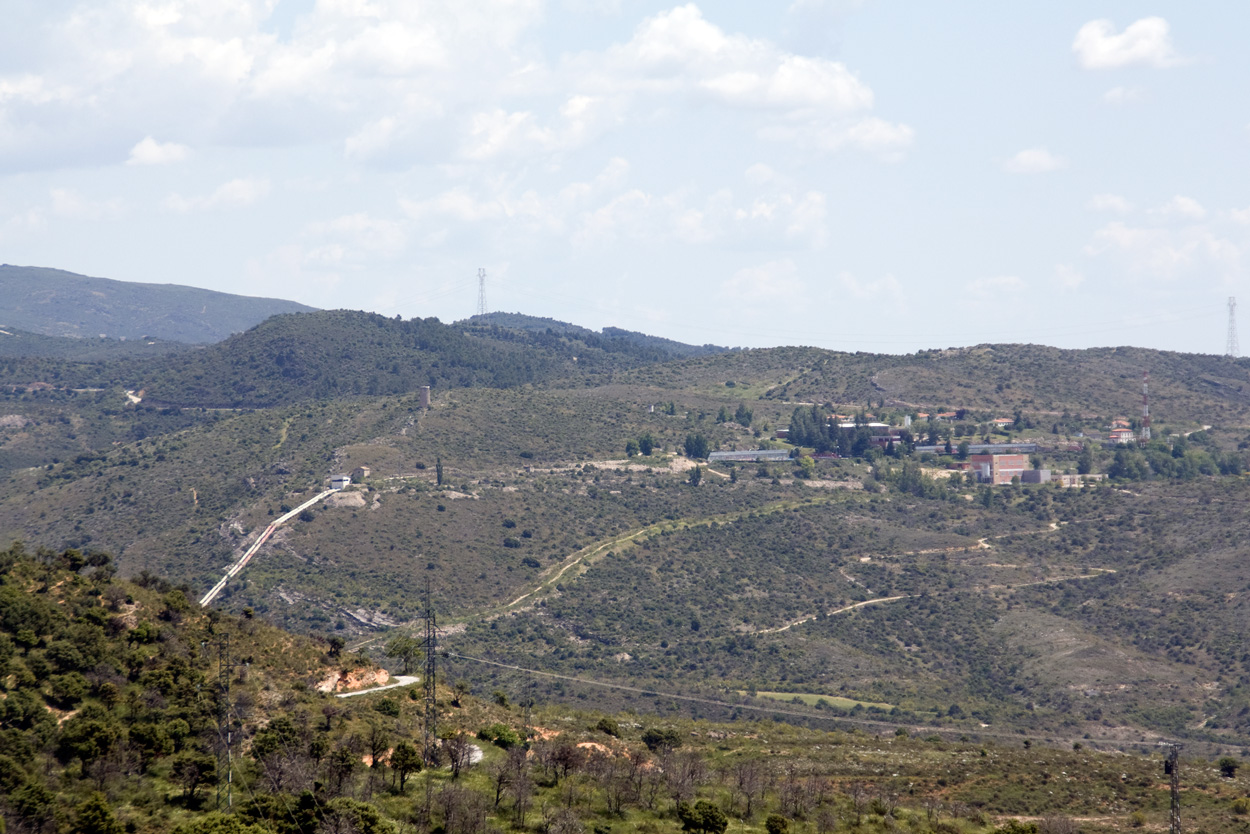
ETAP de Torrelaguna. Inicio del Canal Alto. Se aprecia en la entrada al sifón de San Vicente las dos almenaras: original y moderna.

El Canal Alto es una conducción hidráulica perteneciente a Canal de Isabel II, empresa que suministra el agua a Madrid, que enlaza el depósito superior de la central eléctrica de Torrelaguna, o nudo de Calerizas, con el depósito de Plaza de Castilla (cuarto depósito) en Madrid. Tiene una longitud de 56 km y una capacidad de conducción de 6 m³/s. La cota máxima del depósito de inicio es de 869,45 msnm y la del depósito de llegada es de 727,00 msnm, lo que supone un desnivel algo superior a los 141 m. Su puesta en servicio tuvo lugar en el año 1941, si bien desde 1936 se hizo uso de él en varias ocasiones, interrumpiendo las obras de remate, cuando se presentaron problemas en el canal antiguo en servicio.
Este canal se construyó para complementar el abastecimiento de agua de Madrid que inicialmente solo se realizaba a través del  Canal Bajo, cuyo caudal ya resultaba escaso, dado el crecimiento de la población, y además con intención de llevar agua a la capital con una cota más elevada que la que proporcionaba el canal primitivo, que no era suficiente para llevar el agua por gravedad a los barrios que se habían construido en zonas más elevadas. Además se consideraba conveniente tener una alternativa en el suministro, caso de existir problemas en el viejo canal Bajo, y poder interrumpir el servicio por aquel para realizar obras en él, cosa que solo se podía realizar en "cortas" de unas pocas horas, sin comprometer el suministro. Una avería ocurrida en el túnel del Otero del Canal Bajo en 1920, que impidió la llegada de agua a Madrid durante 6 días, contribuyó a poner en marcha las gestiones para realizar el proyecto. El proyecto, realizado por Francisco Parrella, se aprobó en 1922 y la construcción del tramo de Torrelaguna al río Guadalix se autorizó tres años más tarde, no aprobándose las obras de los tramos restantes hasta 1928. Estos retrasos no son ajenos a las actuaciones que el Marqués de Santillana realizó para obstaculizar estas obras, y su financiación, sobre la base de la concesión que tenía para abastecer de agua a la zona alta de Madrid desde el embalse que había construido sobre el Manzanares.

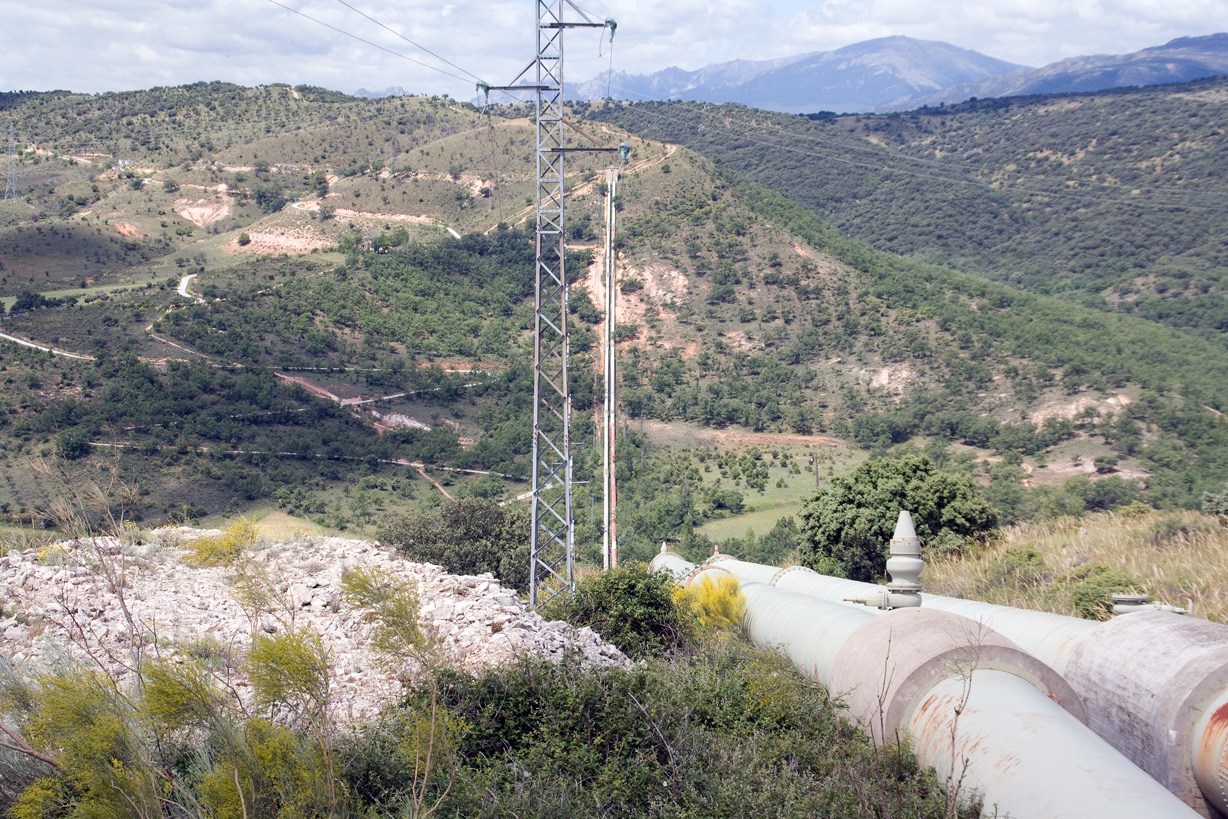
Sifón de San Vicente. Junto al inicio del Canal Alto de Madrid.

Después surgieron otros problemas: el entonces director del Canal de Isabel II, que pasó a denominarse Canales del Lozoya desde la proclamación de la República en 1931, se queja en las memorias de la Empresa de la lentitud de los trámites administrativos para la adjudicación de las obras. Igualmente se lamenta de que se hubieran adjudicado las obras a las ofertas más económicas sin tener en cuenta los informes técnicos razonados realizados. La realidad fue que las dos empresas adjudicatarias originales de las obras principales no cumplieron los compromisos adquiridos y, en 1927, el Canal de Isabel II rescindió el contrato del tramo 6, que fue el primero adjudicado en 1926, y en 1932, Canales del Lozoya rescindió el de los tramos del 1 al 5, adjudicado en 1929, en ambos casos con la interposición de recursos por parte de dichas empresas que retrasaron los trámites posteriores. Fue necesario, en ambos casos, tramitar nuevos procesos de adjudicación, lo que añadió varios años de retraso en la ejecución de las obras. Posteriormente la guerra civil afectó a la finalización de estas obras, no entrando en servicio normal, este canal, hasta después del final de esta. Las obras de reparaciones de las partes defectuosas de los primeros tramos realizados por la primera contrata, finalmente adjudicados a una segunda contrata, que fueron las últimas obras pendientes para culminar la obra, fueron interrumpidas repetidamente por la necesidad de utilizar el canal, pese a sus tramos defectuosos, durante la reparación de varias averías en el tramo del canal Bajo que transcurre por la zona yesífera de la Aldehuela y que suponían un estrangulamiento de la capacidad del antiguo canal mientras se ejecutaban, lo que retrasó el final de la obra hasta 1941 en donde a consecuencia de una nueva avería del canal antiguo hubo de ponerse de nuevo en servicio, quedando por enlucir un pequeño tramo de unos 100 metros, pese a lo cual, dadas las circunstancias, se dio por recibida la obra. Aún en este momento, 1941, el sifón de San Vicente estaba pendiente de la instalación de la segunda tubería, y su capacidad quedaba reducida a unos 4 m³/s, forzando la carga a la entrada del citado sifón. La adjudicación de esta obra se realizó en 1949 y el canal no dispuso de su caudal nominal hasta 1951.

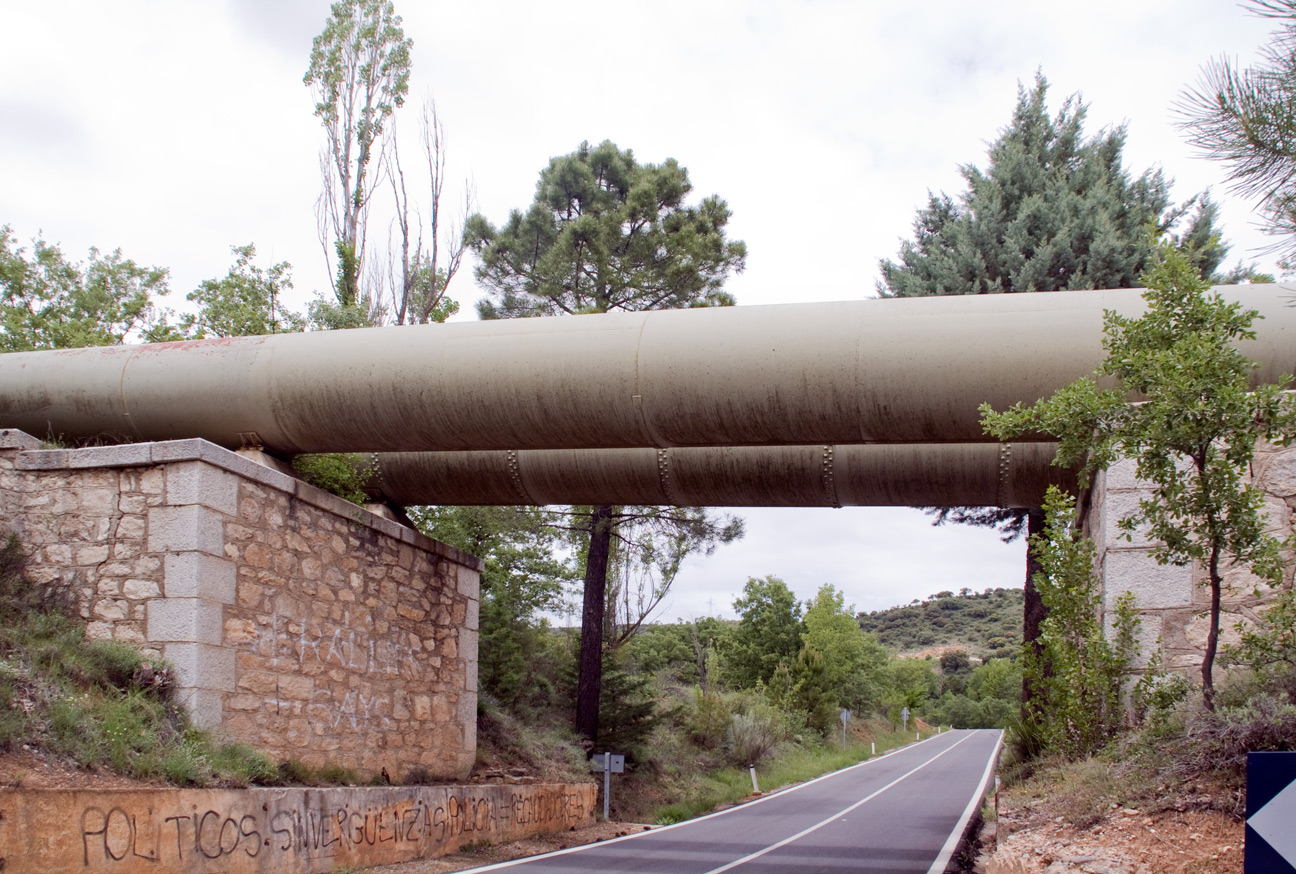
Los tubos del sifón de San Vicente sobre la carretera de Torrelaguna a La Cabrera. La tubería más antigua está roblonada.

Resultó curioso el argumento, basado en la construcción de este nuevo canal, del decreto del Presidente del Gobierno provisional de la República, para el cambio de nombre de la entidad de "Canal de Isabel II" a "Canales del Lozoya": "... teniendo en cuenta que a virtud de las obras que se están ejecutando en el Canal de Isabel II para construir un canal de mayor capacidad que el primitivo..."., en vez de admitir abiertamente que el antiguo nombre no era grato para los republicanos. El gobierno del general Franco, en 1939, unos meses después de finalizada la guerra civil, retornó a la empresa su nombre primitivo.
En 1960 se puso en servicio el Canal del Jarama que llevaba aguas de este río al Depósito Superior del Nudo de Calerizas, por lo que desde este año también fue posible enviar estas aguas por el Canal Alto.
En 1967 se puso en funcionamiento una parte de las instalaciones de la Estación de Tratamiento de Aguas (ETAP) de Torrelaguna, que se intercaló en este canal a la salida del Depósito Superior. Estas instalaciones originaron una pérdida de carga en la línea del agua y hubo que rebajar la cota de entrada al Sifón de San Vicente, construyendo un nuevo tramo de canal y una nueva almenara a una cota más baja. Ello supuso una merma de la capacidad de transporte del canal en este tramo, si bien en los cálculos del diseño de este sifón había un margen que hacia que esta disminución no fuera significativa y la documentación oficial sigue manteniendo el caudal de 6 m³/s como la capacidad de este canal.

## Descripción del trazado

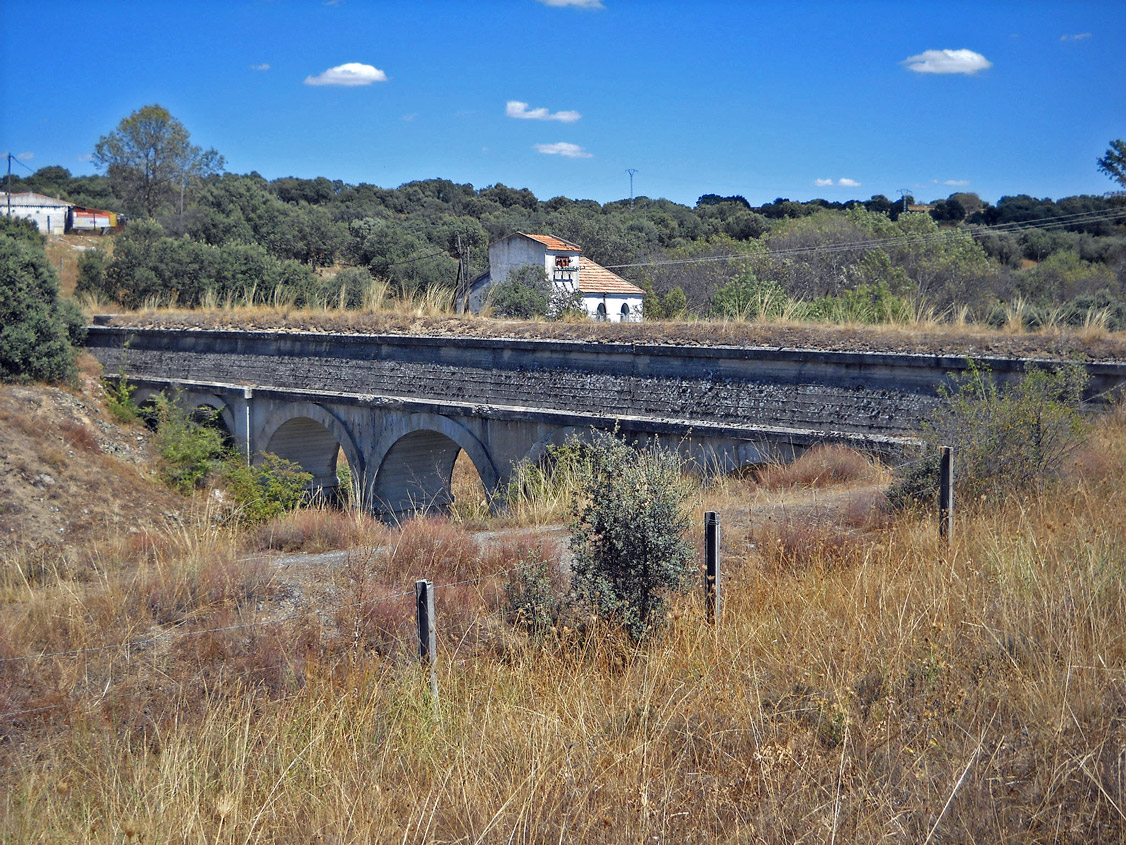
Acueducto del arroyo del Prado (Pedrezuela): un acueducto típico del canal Alto

Este canal tiene un trazado mucho más discreto que el del Canal Bajo, y salvo el sifón de San Vicente en su tramo inicial, construido con tubos metálicos al descubierto, apenas si tiene instalaciones visibles, transcurriendo en gran parte enterrado. Los restantes seis sifones, construidos originalmente, son de palastro de 10 mm de espesor recubiertos de hormigón y enlucidos interiormente con mortero de cemento. Tienen un único tubo con un diámetro útil de 1,70 m, salvo los dos últimos cuyo diámetro es de 1,85 m. En la documentación de la época de la construcción se denominan de tipo "Catskill" por haberse utilizado originalmente en la construcción del canal del mismo nombre que abastece a Nueva York. Estos sifones son enterrados después de construidos.
Los pocos acueductos y tramos al descubiertos están construidos de hormigón armado con un aspecto muy sobrio, al contrario de lo que ocurre con el Canal Bajo.
Su trazado sigue inicialmente una dirección hacia el suroeste, atravesando el arroyo de San Vicente y la carretera de Torrelaguna a La Cabrera, por un espectacular sifón de casi 1.300 m de longitud, cuyos dos tubos pasan actualmente por encima de la carretera y se aprecian diferencias constructivas entre ellos debido a las técnicas empleadas al construir los tubos con una amplia diferencia de tiempo. Sigue por la línea de cerros de Redueña, donde apenas es visible, pero si sus caminos de servicio. En Redueña se construyó posteriormente un edificio para la cloracíón. En Venturada atraviesa la A-1, por un sifón (Sacedón) que pasa por debajo de la autovía y que fue inicialmente construido para salvar el barranco del arroyo del Sacedón, por donde posteriormente se realizó el nuevo trazado de la autovía. Al contrario que el anterior sifón, este es más discreto al tener los tubos cubiertos.

Al llegar a la altura del embalse de Pedrezuela, gira hacia el sur bordeándolo. Inicialmente salvaba el valle del Guadalix a través de un sifón (Guadalix), pero al construir el embalse, que inundaba dicho tramo, se construyó, entrando en servicio en 1967, una variante del canal hasta la presa y se salvó el cauce usando el propio dique como soporte de la tubería metálica de 2 m de diámetro útil por la que se dio continuidad al canal. Curiosamente en los tramos visibles de esta variante se utilizaron de nuevo elementos de cantería, cosa que no se había hecho en los tramos originales. Cruzado el río, el canal sigue una ruta hacia la autovía de Colmenar. 

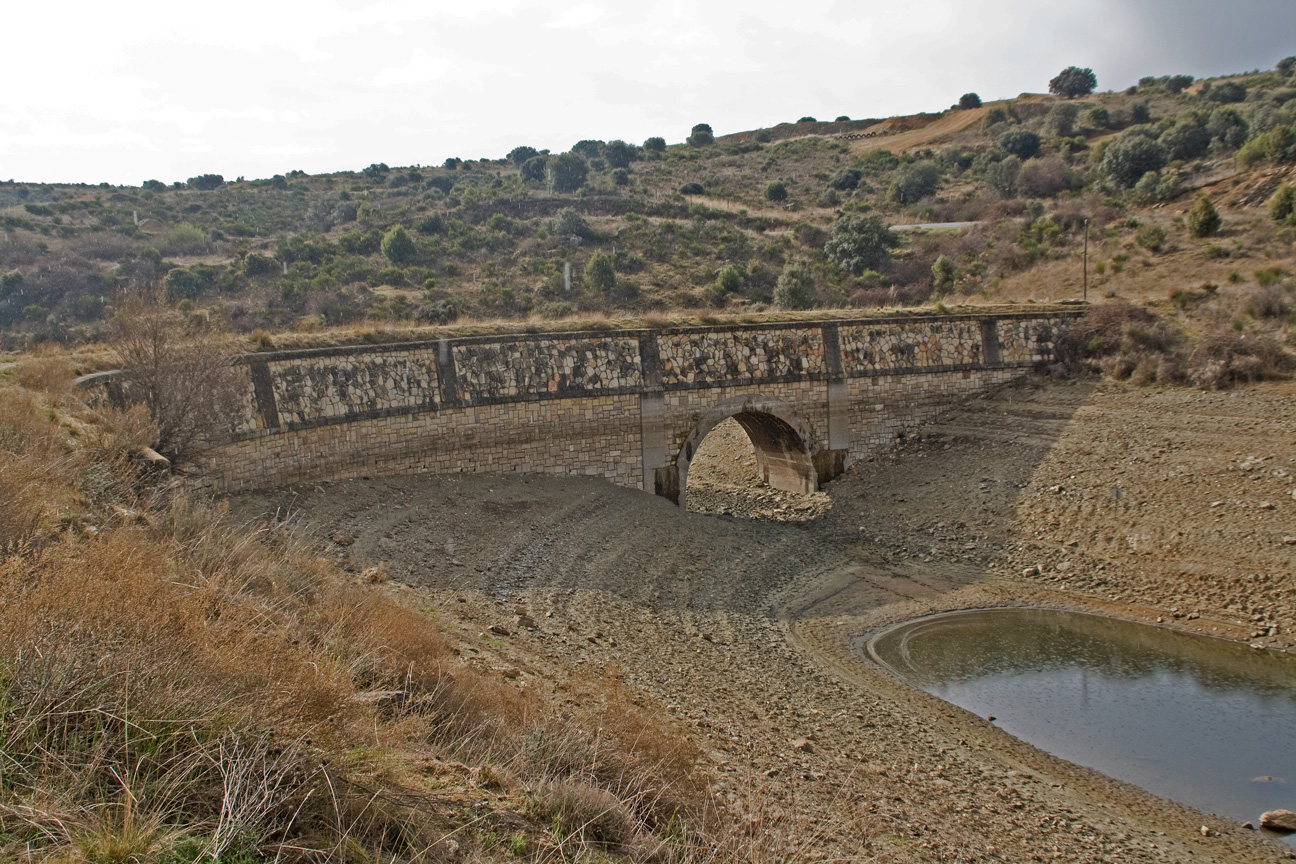
Acueducto en la variante construida en 1967. Se utiliza recubrimiento de mampostería, cosa que no había sido utilizada en los tramos originales

En este tramo se construyó posteriormente otro tramo del Canal de El Atazar, que circula bastante próximo al Canal Alto, cruzándole, dado que ambos canales tienen distintas pendientes, en una zona, que se salva con un rápido y un sifón (Parrilla), donde se ha construido un trasvase reversible (Trasvase de la Parrilla) que permite intercambiar agua entre ambos canales.
Poco después existe un nuevo sifón (Salobral) que salva el barranco del arroyo Salobral, alcanzando la autovía de Colmenar, un poco al sur de donde posteriormente se construyó la ETAP de Colmenar. Desde aquí, sigue el trazado de la carretera, habiéndose puesto en servicio en 1967, en este tramo, conexiones con los dos ramales del Canal de Santillana que permiten pasar agua, por gravedad, del canal de Santillana al canal Alto. Más adelante, en Valdelatas, el mismo año, se construyó un trasvase capaz de enviar agua, por bombeo, desde el canal Alto al canal de Santillana. La zona baja del convento de Valverde se salva con un sifón (Valverde) que con 3520 m de longitud es el más largo de este canal. En este tramo se construyó, partiendo de uno de los desagües del sifón, un enlace que permitía pasar agua, por gravedad, desde este canal al Canal Bajo, que se cruza en este punto. En esta zona, el canal pasa a circular paralelo a las vías ferroviarias y de nuevo transcurre por un nuevo sifón (Fuencarral) de 1253 m de longitud, llegando, después de transcurrir por la calle de Mauricio Legendre, al depósito de la Plaza de Castilla (Cuarto Depósito), en Madrid. Poco antes de llegar a este punto, en el nudo de El Olivar, se enlazó también con el canal del Este al ponerse aquel en servicio en 1945.
Las obras de la línea del tren de alta velocidad al Norte, puestas en servicio en 2007, han obligado a realizar algunas modificaciones en los puntos de cruce, incluida la trasformación de un puente-acueducto junto a la ETAP de Colmenar en un sifón, y un paso al descubierto sobre las vías, junto al puente-acueducto del Barrancón (Tres Cantos), sustentado sobre vigas de hormigón.

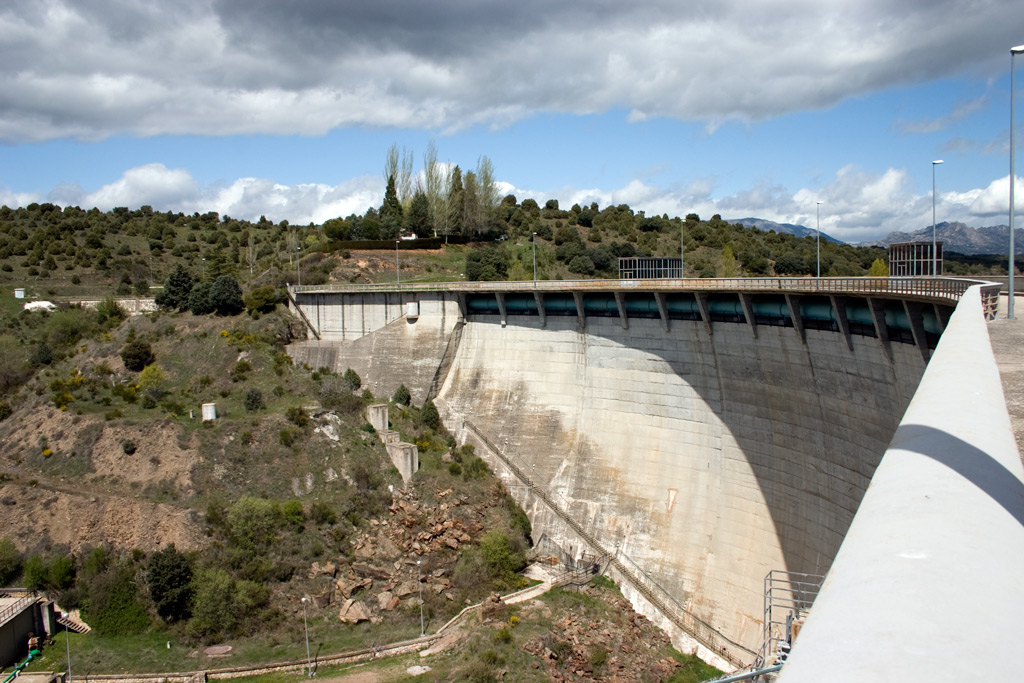
El Canal Alto pasando sobre la Presa de Pedrezuela.

Este canal tiene una pendiente bastante mayor que la del Canal Bajo y pese a partir de una cota más de 150 metros más elevada, en su punto inicial, cuando llega a la capital, lo hace con una cota apenas 35 metros superior a la del Canal Bajo. Incluso se construyó un rápido antes de la entrada al sifón de la Parrilla, perdiendo una altura de unos 17 metros, para airear las aguas de acuerdo con las instrucciones que el autor del proyecto recibió. No obstante esta ganancia de altura fue considerada suficiente en el momento de su proyecto, y pudo prescindirse, al menos en parte, del bombeo que se había instalado para alimentar el depósito elevado de Santa Engracia. Pero pronto se hizo necesario suministrar a cotas más elevadas y ya antes de finalizar la obra se planteó la construcción de un depósito elevado junto al que vertía el Canal Alto y su consiguiente elevadora: el depósito elevado de la Plaza de Castilla. La solución definitiva para el suministro, sin bombeo, a la zona alta de Madrid, vino con la construcción del Canal de El Atazar, una de cuyas ramas entró a la red de la zona alta a una presión más elevada, posible por haber sido construido con mucha menos pendiente que el Canal Alto.